# 棋王 (阿城小说)
《棋王》是中国二十世纪八十年代作家阿城的首篇中篇小说，原载于《上海文学》1984年第七期，曾获得1983至1984年的中国全国优秀中篇小说奖。《棋王》以文革时期上山下乡的“知青”生活为素材，表现了在中国传统文化中找寻理想的精神，普遍被视为八十年代中国寻根文学的代表作。

## 内容
小说的主人公“我”在下乡的火车上认识了“棋呆子”王一生。王一生自小在贫困的家庭长大，然而数理成绩优秀。他自小爱下象棋，小时候曾经遇到一个捡破烂的老头，并向对方学棋。他中学时已经因为棋下得好，在学校里出名，被称为“棋呆子”，自称“何以解不痛快？唯有下象棋”。
来到农场后，“我”又一次遇见了王一生，于是与同住的知青邀请他一道吃蛇肉，并看他与生产队里的象棋高手“脚卵”下象棋。“脚卵”特地拿出珍藏的明朝乌木棋，一直与王一生下到半夜。他对王一生的棋艺十分佩服，也使得生产队的人知道了王一生“棋呆子”的名声。
半年后，各县生产队之间举行棋类比赛，“我”与“脚卵”等人都来到总赛会场。“脚卵”本来报名参加棋类比赛，结果被推荐改成篮球比赛。比赛结束后，发现王一生也在，但他并没有来得及报名，只能和众人一起观看最后的比赛。后来，“脚卵”通过送书记字画以及明朝的乌木棋，换得王一生参加比赛的机会。然而王一生开始并不愿意，觉得“被人作了交易，倒像是沾了便宜”。后来经大家劝导，决定等比赛完后再去找其中的高手下棋。最后王一生与棋赛的前三名约好，同时与三人下棋。这场比赛吸引了很多人的关注，最后变成以一对九，同时与九个人下。下到最后，“我”看到只剩下最后与冠军的一局棋未完。这时对手出现，是“一老者，精光头皮，由旁人搀着，慢慢走出来”。原来这次棋赛的冠军是山区里一个世家的后人，这次“出山”玩玩儿棋，“不想就夺了头把交椅”。最后这局棋作和结束，王一生也得到“棋王”的称号。

## 评价
《棋王》与《树王》和《孩子王》一起构成了所谓的“三王”系列。就寫作期來說，是樹王、棋王、孩子王這樣一個順序。王一生对“吃”的虔诚和对象棋的痴迷是书中的两个亮点。王一生对吃的虔诚与执着来自于其贫困的家世。他母亲也反对他下棋，原因就是靠下棋找不到饭吃。如果说王一生对吃的重视表现了他对世俗和物质的追求，那么他对象棋的痴迷则表现了他对于超越世俗的精神世界的追求以及自我实现的渴望。
《棋王》的出现带动了随后1985年的“寻根文学”热潮：它当之无愧地呼应了文学界当时刚刚觉醒起来的“寻根”意识，并促使其成为一个创作和理论几乎同时成熟的强劲的文学思潮。
汪曾祺评论《棋王》：“读了阿城的小说，我觉得，这样的小说我写不出来。我相信，不但是我，很多人都写不出来。这样就增加了一篇新的小说，给小说的这个概念带进了一点新的东西。否则，多写一篇，少写一篇，写，或不写，差不多。”

## 电影
- 1988年中国大陆电影《棋王 （页面存档备份，存于）》。
- 1991年香港电影《棋王》，部分情节改编自此小说。

## 外部連結
- 棋王作品賞析 （页面存档备份，存于）